# Meynes
Meynes est une commune française située dans l'est du département du Gard en région Occitanie.
Exposée à un climat méditerranéen, elle est drainée par le canal d'irrigation de Remoulins à Tarascon et par deux autres cours d'eau. La commune possède un patrimoine naturel remarquable : un site Natura 2000 (les « costières nîmoises »), un espace protégé (les « Costières de Nimes ») et une zone naturelle d'intérêt écologique, faunistique et floristique.
Meynes est une commune rurale qui compte 2 576 habitants en 2022, après avoir connu une forte hausse de la population depuis 1962. Elle est ville-centre de l'unité urbaine de Montfrin et fait partie de l'aire d'attraction de Nîmes. Ses habitants sont appelés les Meynois ou  Meynoises.
Le patrimoine architectural de la commune comprend un immeuble protégé au titre des monuments historiques : la cippe funéraire, classée en 1955.

## Géographie

### Climat
Pour des articles plus généraux, voir Climat de l'Occitanie et Climat du Gard.
En 2010, le climat de la commune est de type climat méditerranéen franc, selon une étude s'appuyant sur une série de données couvrant la période 1971-2000. En 2020, Météo-France publie une typologie des climats de la France métropolitaine dans laquelle la commune est exposée à un climat méditerranéen et est dans la région climatique Provence, Languedoc-Roussillon, caractérisée par une pluviométrie faible en été, un très bon ensoleillement (2 600 h/an), un été chaud (21,5 °C), un air très sec en été, sec en toutes saisons, des vents forts (fréquence de 40 à 50 % de vents > 5 m/s) et peu de brouillards.
Pour la période 1971-2000, la température annuelle moyenne est de 13,8 °C, avec une amplitude thermique annuelle de 17,3 °C. Le cumul annuel moyen de précipitations est de 718 mm, avec 6,1 jours de précipitations en janvier et 2,7 jours en juillet. Pour la période 1991-2020, la température moyenne annuelle observée sur la station météorologique la plus proche, située sur la commune de Nîmes à 17 km à vol d'oiseau, est de 15,6 °C et le cumul annuel moyen de précipitations est de 734,4 mm,. Pour l'avenir, les paramètres climatiques de la commune estimés pour 2050 selon différents scénarios d’émission de gaz à effet de serre sont consultables sur un site dédié publié par Météo-France en novembre 2022.

### Milieux naturels et biodiversité

#### Espaces protégés
La protection réglementaire est le mode d’intervention le plus fort pour préserver des espaces naturels remarquables et leur biodiversité associée,.
Un  espace protégé est présent sur la commune : 
les « Costières de Nimes », un terrain acquis (ou assimilé) par un conservatoire d'espaces naturels, d'une superficie de 2 027 ha.

#### Réseau Natura 2000

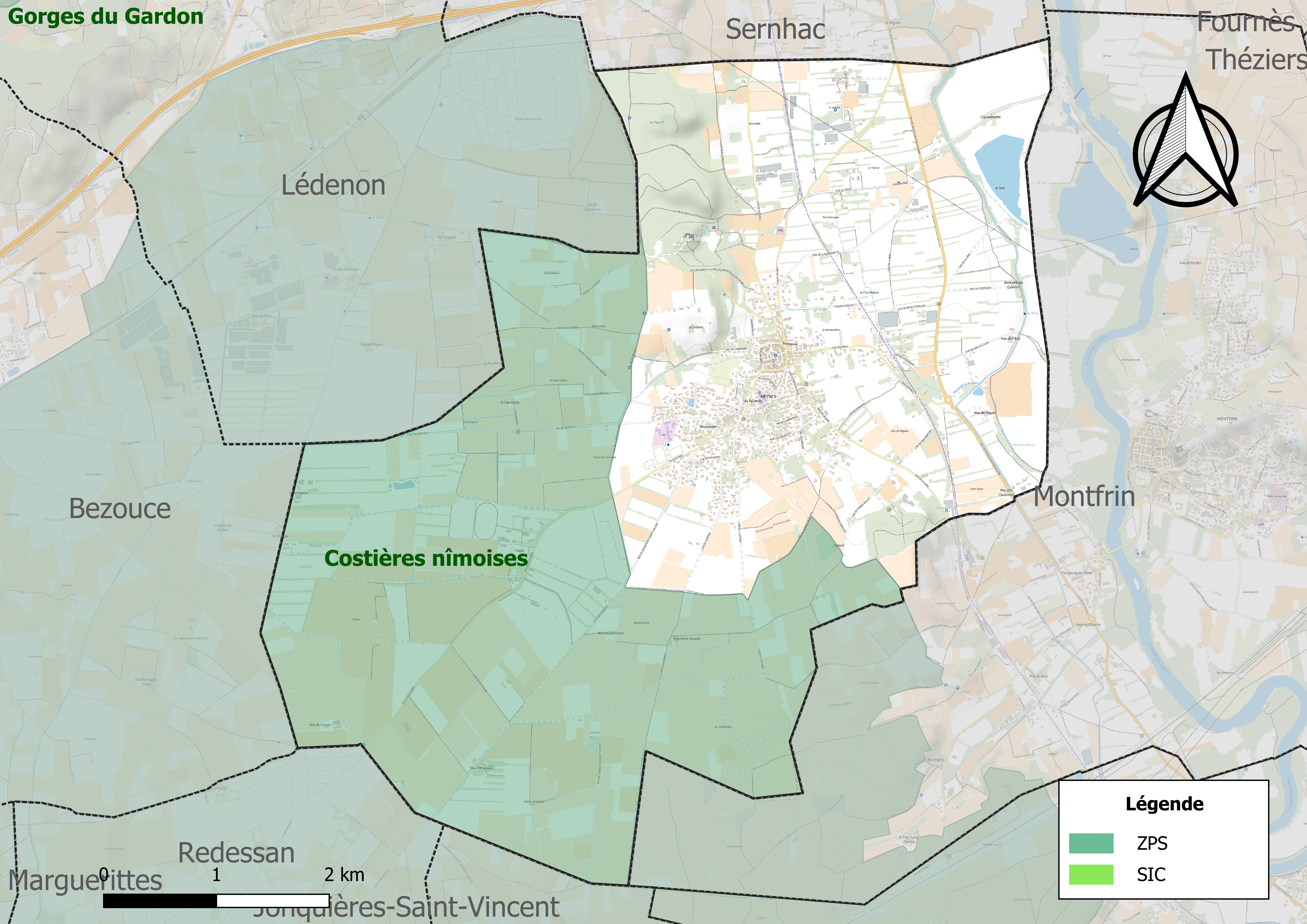
Sites Natura 2000 sur le territoire communal.

Le réseau Natura 2000 est un réseau écologique européen de sites naturels d'intérêt écologique élaboré à partir des directives habitats et oiseaux, constitué de zones spéciales de conservation (ZSC) et de zones de protection spéciale (ZPS).
Un site Natura 2000 a été défini sur la commune au titre  de la directive oiseaux : les « costières nîmoises », d'une superficie de 13 479 ha, qui accueillait, en 2004, 300 mâles chanteurs, soit 60% des mâles reproducteurs de la région et près du quart des mâles reproducteurs en France.

#### Zones naturelles d'intérêt écologique, faunistique et floristique

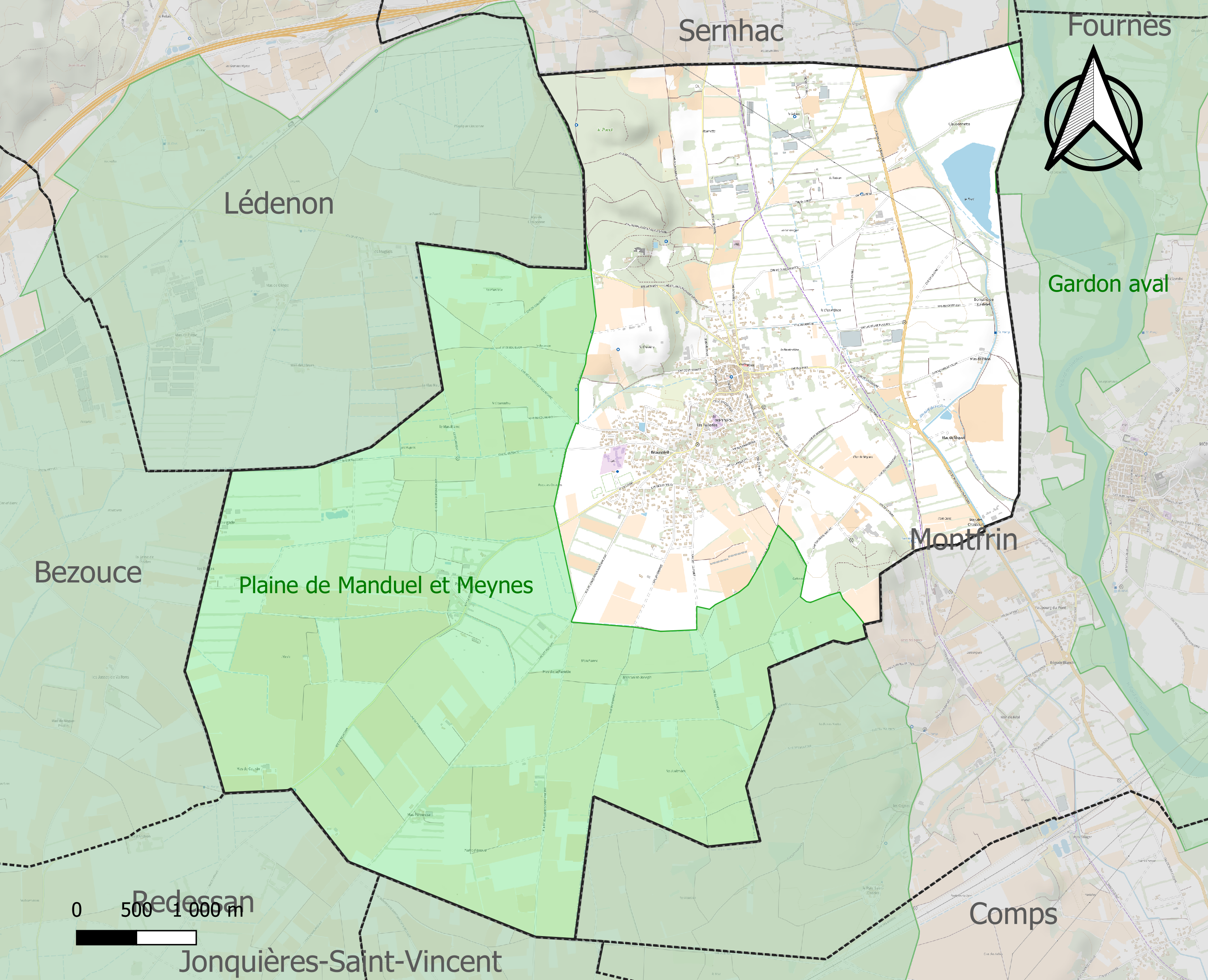
Carte de la ZNIEFF de type 1 localisée sur la commune.

L’inventaire des zones naturelles d'intérêt écologique, faunistique et floristique (ZNIEFF) a pour objectif de réaliser une couverture des zones les plus intéressantes sur le plan écologique, essentiellement dans la perspective d’améliorer la connaissance du patrimoine naturel national et de fournir aux différents décideurs un outil d’aide à la prise en compte de l’environnement dans l’aménagement du territoire.
Une ZNIEFF de type 1 est recensée sur la commune :
la « plaine de Manduel et Meynes » (9 783 ha), couvrant 15 communes du département.

## Urbanisme

### Typologie
Au 1er janvier 2024, Meynes est catégorisée bourg rural, selon la nouvelle grille communale de densité à sept niveaux définie par l'Insee en 2022.
Elle appartient à l'unité urbaine de Montfrin, une agglomération intra-départementale regroupant six  communes, dont elle est ville-centre,,. Par ailleurs la commune fait partie de l'aire d'attraction de Nîmes, dont elle est une commune de la couronne,. Cette aire, qui regroupe 92 communes, est catégorisée dans les aires de 200 000 à moins de 700 000 habitants,.

### Occupation des sols
L'occupation des sols de la commune, telle qu'elle ressort de la base de données européenne d’occupation biophysique des sols Corine Land Cover (CLC), est marquée par l'importance des territoires agricoles (87,3 % en 2018), en diminution par rapport à 1990 (90,3 %). La répartition détaillée en 2018 est la suivante : 
cultures permanentes (45,8 %), zones agricoles hétérogènes (39,8 %), zones urbanisées (6,6 %), forêts (4,3 %), eaux continentales (1,8 %), terres arables (1,7 %). L'évolution de l’occupation des sols de la commune et de ses infrastructures peut être observée sur les différentes représentations cartographiques du territoire : la carte de Cassini (XVIIIe siècle), la carte d'état-major (1820-1866) et les cartes ou photos aériennes de l'IGN pour la période actuelle (1950 à aujourd'hui).

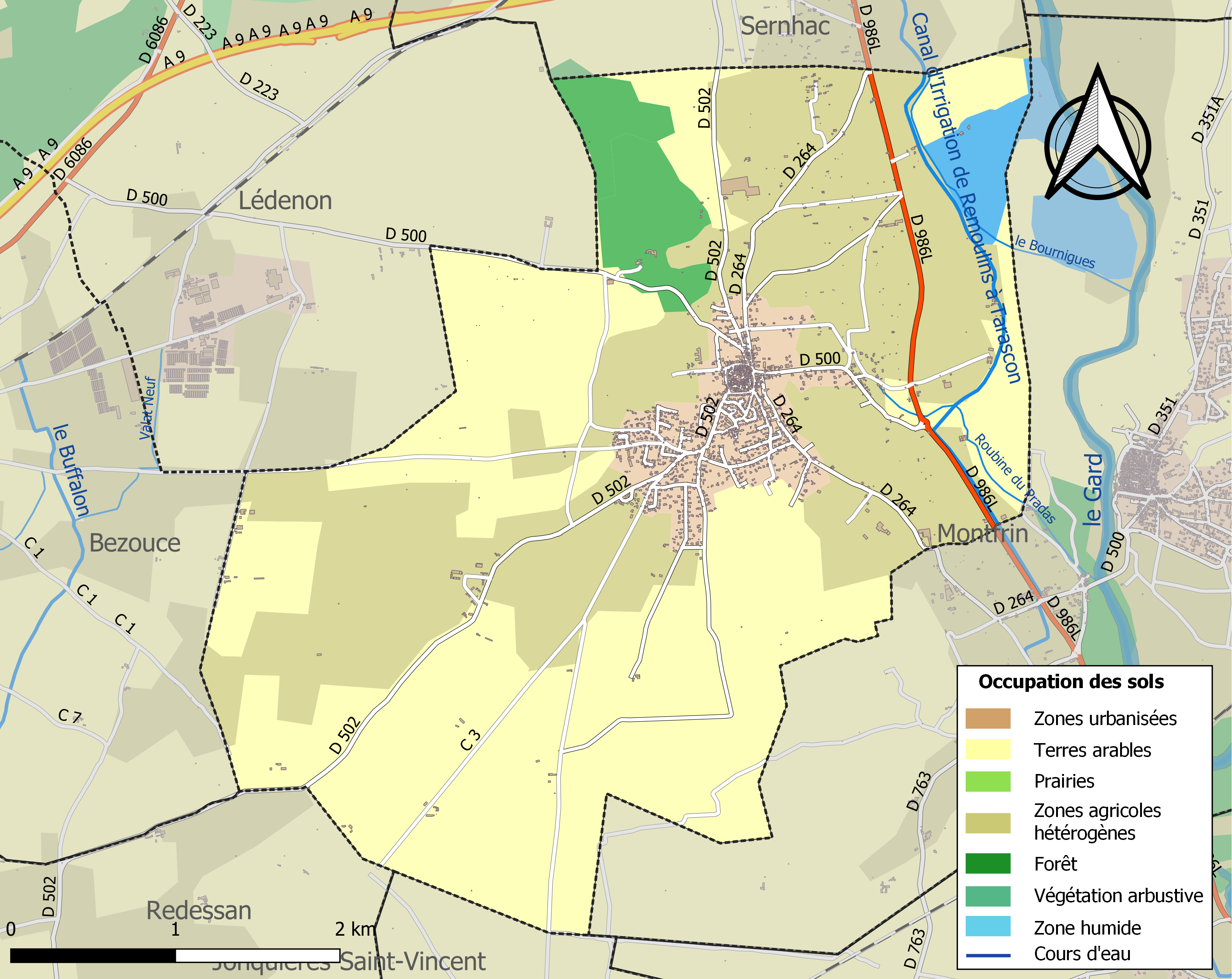
Carte des infrastructures et de l'occupation des sols de la commune en 2018 (CLC).

### Risques majeurs
Le territoire de la commune de Meynes est vulnérable à différents aléas naturels : météorologiques (tempête, orage, neige, grand froid, canicule ou sécheresse), inondations, feux de forêts et séisme (sismicité modérée). Il est également exposé à un risque technologique, la rupture d'un barrage. Un site publié par le BRGM permet d'évaluer simplement et rapidement les risques d'un bien localisé soit par son adresse soit par le numéro de sa parcelle.

#### Risques naturels
Certaines parties du territoire communal sont susceptibles d’être affectées par le risque d’inondation par débordement de cours d'eau et par une crue torrentielle ou à montée rapide de cours d'eau, notamment le canal d'irrigation de Remoulins à Tarascon. La commune a été reconnue en état de catastrophe naturelle au titre des dommages causés par les inondations et coulées de boue survenues en 1982, 1987, 1988, 1994, 2002 et 2005,.

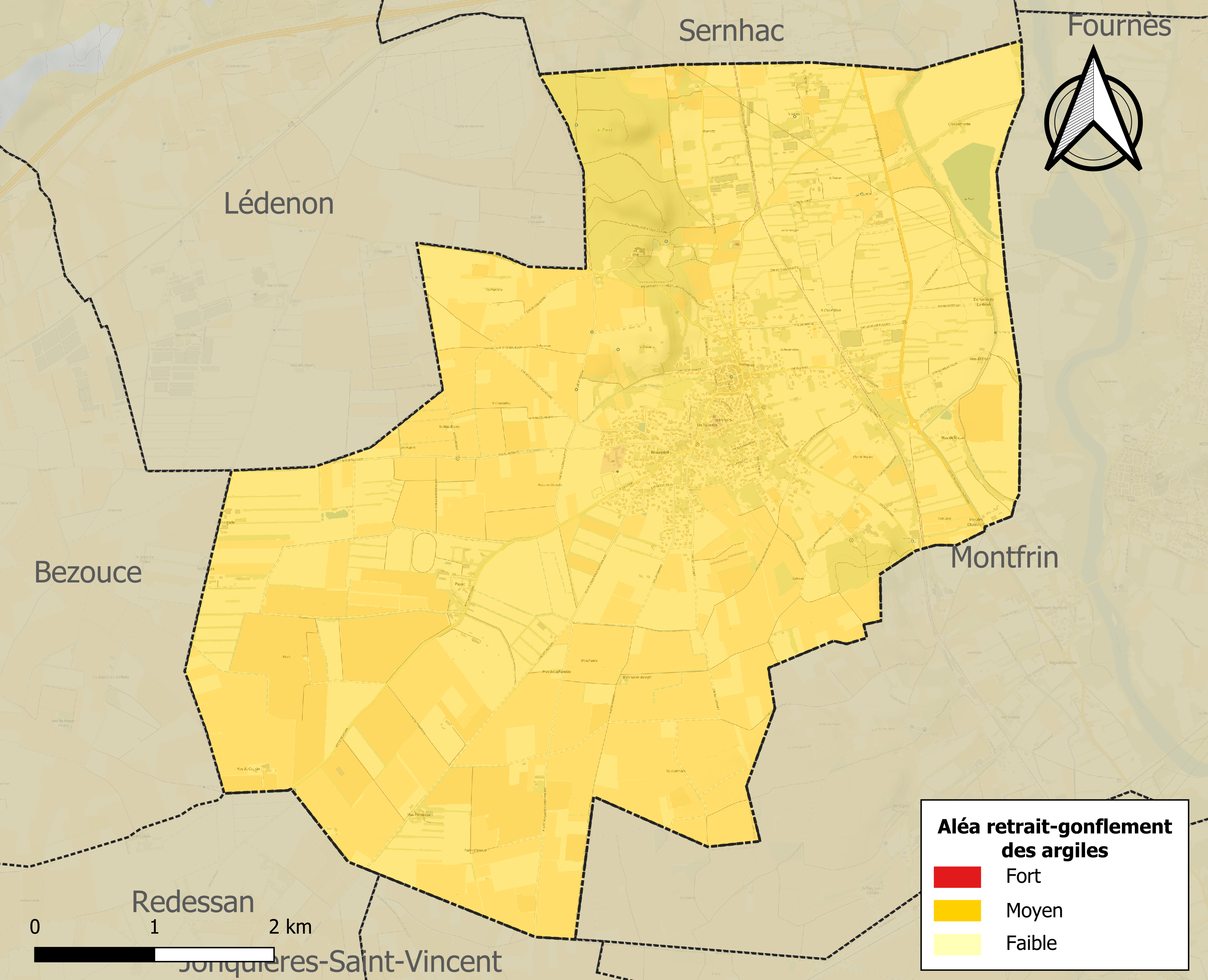
Carte des zones d'aléa retrait-gonflement des sols argileux de Meynes.

Le retrait-gonflement des sols argileux est susceptible d'engendrer des dommages importants aux bâtiments en cas d’alternance de périodes de sécheresse et de pluie. La totalité de la commune est en aléa moyen ou fort (67,5 % au niveau départemental et 48,5 % au niveau national). Sur les 906 bâtiments dénombrés sur la commune en 2019, 906 sont en aléa moyen ou fort, soit 100 %, à comparer aux 90 % au niveau départemental et 54 % au niveau national. Une cartographie de l'exposition du territoire national au retrait gonflement des sols argileux est disponible sur le site du BRGM,.
Par ailleurs, afin de mieux appréhender le risque d’affaissement de terrain, l'inventaire national des cavités souterraines permet de localiser celles situées sur la commune.

#### Risques technologiques
La commune est en outre située en aval du barrage de Sainte-Cécile-d'Andorge, un ouvrage de classe A doté d'un PPI. À ce titre elle est susceptible d’être touchée par l’onde de submersion consécutive à la rupture de cet ouvrage.

## Toponymie
Provençal Mèino, du bas latin Mezenæ, Mezinæ, Medenæ, Medinæ : nom de lieu, Meynes (Gard) et substantif féminin, variété de murier blanc, cultivée dans le Gard.

## Histoire

### Moyen Âge
Le village est mentionné Villa que nominatur Medenis en 960 et Sanctus-Maximus de Medenis en 973.

## Politique et administration

### Liste des maires
| Période                                  | Période   | Identité           | Étiquette    | Qualité |
| ---------------------------------------- | --------- | ------------------ | ------------ | --- |
| 1935                                     | 1970      | Georges Sabonadier | SFIO         | Agriculteur, coopérateur Maire honoraire                                                                                              |
| Les données manquantes sont à compléter. |           |                    |              | |
| mars 2001                                | mars 2014 | Gérard Blanc       | UDF puis DVD | Cadre supérieur retraité Conseiller général du canton d'Aramon (2001 → 2015) Conseiller départemental du canton de Redessan (2015 → ) |
| mars 2014                                | mai 2020  | Rudy Nazy          | DVD          | Professeur de conservatoire 6e vice-président de la CC du Pont du Gard (2014 → 2020)                                                  |
| mai 2020                                 | En cours  | Fabrice Fournier   |              | Cadre de l'industrie 3e vice-président de la CC du Pont du Gard (2020 → )                                                             |
| Les données manquantes sont à compléter. |           |                    |              | |

## Population et société

### Démographie
L'évolution du nombre d'habitants est connue à travers les recensements de la population effectués dans la commune depuis 1793. Pour les communes de moins de 10 000 habitants, une enquête de recensement portant sur toute la population est réalisée tous les cinq ans, les populations de référence des années intermédiaires étant quant à elles estimées par interpolation ou extrapolation. Pour la commune, le premier recensement exhaustif entrant dans le cadre du nouveau dispositif a été réalisé en 2004.

En 2022, la commune comptait 2 576 habitants, en évolution de +5,4 % par rapport à 2016 (Gard : +2,97 %, France hors Mayotte : +2,11 %).
| 1793 | 1800 | 1806 | 1821 | 1831  | 1836  | 1841  | 1846  | 1851  |
| ---- | ---- | ---- | ---- | ----- | ----- | ----- | ----- | ----- |
| 820  | 888  | 902  | 990  | 1 061 | 1 068 | 1 055 | 1 101 | 1 120 |

| 1856  | 1861  | 1866  | 1872  | 1876  | 1881  | 1886 | 1891 | 1896 |
| ----- | ----- | ----- | ----- | ----- | ----- | ---- | ---- | ---- |
| 1 119 | 1 193 | 1 185 | 1 135 | 1 042 | 1 007 | 952  | 891  | 877  |

| 1901 | 1906 | 1911 | 1921 | 1926 | 1931 | 1936 | 1946 | 1954 |
| ---- | ---- | ---- | ---- | ---- | ---- | ---- | ---- | ---- |
| 899  | 866  | 827  | 767  | 736  | 827  | 796  | 724  | 772  |

| 1962 | 1968  | 1975  | 1982  | 1990  | 1999  | 2004  | 2006  | 2009  |
| ---- | ----- | ----- | ----- | ----- | ----- | ----- | ----- | ----- |
| 897  | 1 045 | 1 210 | 1 329 | 1 807 | 2 084 | 2 120 | 2 079 | 2 328 |

| 2014  | 2019  | 2022  | - | - | - | - | - | - |
| ----- | ----- | ----- | - | - | - | - | - | - |
| 2 457 | 2 503 | 2 576 | - | - | - | - | - | - |

### Sports
piscine municipale chauffée de dimensions 25mX10m + une petite pataugeoire jouxtant un parc arboré entouré de bambous

## Économie

### Revenus
En 2018  (données Insee publiées en septembre 2021), la commune compte 953 ménages fiscaux, regroupant 2 310 personnes. La médiane du revenu disponible par unité de consommation est de 21 100 € (20 020 € dans le département). 45 % des ménages fiscaux sont imposés (43,9 % dans le département).

### Emploi
|                | 2008   | 2013   | 2018   |
| -------------- | ------ | ------ | ------ |
| Commune        | 9,1 %  | 11,8 % | 10,8 % |
| Département    | 10,6 % | 12 %   | 12 %   |
| France entière | 8,3 %  | 10 %   | 10 %   |

En 2018, la population âgée de 15 à 64 ans s'élève à 1 535 personnes, parmi lesquelles on compte 73,7 % d'actifs (62,9 % ayant un emploi et 10,8 % de chômeurs) et 26,3 % d'inactifs,. Depuis 2008, le taux de chômage communal (au sens du recensement) des 15-64 ans est inférieur à celui du département, mais supérieur à celui de la France.
La commune fait partie de la couronne de l'aire d'attraction de Nîmes, du fait qu'au moins 15 % des actifs travaillent dans le pôle,. Elle compte 370 emplois en 2018, contre 348 en 2013 et 317 en 2008. Le nombre d'actifs ayant un emploi résidant dans la commune est de 988, soit un indicateur de concentration d'emploi de 37,5 % et un taux d'activité parmi les 15 ans ou plus de 57 %.
Sur ces 988 actifs de 15 ans ou plus ayant un emploi, 197 travaillent dans la commune, soit 20 % des habitants. Pour se rendre au travail, 90,3 % des habitants utilisent un véhicule personnel ou de fonction à quatre roues, 0,9 % les transports en commun, 4,9 % s'y rendent en deux-roues, à vélo ou à pied et 3,9 % n'ont pas besoin de transport (travail au domicile).

### Activités hors agriculture

#### Secteurs d'activités
166 établissements sont implantés  à Meynes au 31 décembre 2019. Le tableau ci-dessous en détaille le nombre par secteur d'activité et compare les ratios avec ceux du département,.
| Secteur d'activité                                                                                        | Commune | Commune | Département |
| Secteur d'activité                                                                                        | Nombre  | %       | %           |
| --- | ------- | ------- | ----------- |
| Ensemble                                                                                                  | 166     | 100 %   | (100 %)     |
| Industrie manufacturière, industries extractives et autres                                                | 20      | 12 %    | (7,9 %)     |
| Construction                                                                                              | 33      | 19,9 %  | (15,5 %)    |
| Commerce de gros et de détail, transports, hébergement et restauration                                    | 36      | 21,7 %  | (30 %)      |
| Information et communication                                                                              | 3       | 1,8 %   | (2,2 %)     |
| Activités financières et d'assurance                                                                      | 4       | 2,4 %   | (3 %)       |
| Activités immobilières                                                                                    | 10      | 6 %     | (4,1 %)     |
| Activités spécialisées, scientifiques et techniques et activités de services administratifs et de soutien | 25      | 15,1 %  | (14,9 %)    |
| Administration publique, enseignement, santé humaine et action sociale                                    | 19      | 11,4 %  | (13,5 %)    |
| Autres activités de services                                                                              | 16      | 9,6 %   | (8,8 %)     |

Le secteur du commerce de gros et de détail, des transports, de l'hébergement et de la restauration est prépondérant sur la commune puisqu'il représente 21,7 % du nombre total d'établissements de la commune (36 sur les 166 entreprises implantées  à Meynes), contre 30 % au niveau départemental.

#### Entreprises et commerces
Les cinq entreprises ayant leur siège social sur le territoire communal qui génèrent le plus de chiffre d'affaires en 2020 sont : 
- Jeem, commerce de gros (commerce interentreprises) de produits chimiques (23 900 k€)
- MC Racing, fabrication d'autres équipements automobiles (707 k€)
- Maddalena Promotion Immobiliere - MPI, activités des marchands de biens immobiliers (323 k€)
- Les 4 M, activités des sociétés holding (314 k€)
- Cie méditerranéenne de transactions et courtage - CMIC, agences immobilières (58 k€)

### Agriculture
La commune est dans la vallée du Rhône, une petite région agricole occupant la frange est du département du Gard. En 2020, l'orientation technico-économique de l'agriculture  sur la commune est la polyculture et/ou le polyélevage. 
|               | 1988 | 2000 | 2010 | 2020  |
| ------------- | ---- | ---- | ---- | ----- |
| Exploitations | 74   | 48   | 38   | 34    |
| SAU (ha)      | 848  | 898  | 913  | 1 086 |

Le nombre d'exploitations agricoles en activité et ayant leur siège dans la commune est passé de 74 lors du recensement agricole de 1988  à 48 en 2000 puis à 38 en 2010 et enfin à 34 en 2020, soit une baisse de 54 % en 32 ans. Le même mouvement est observé à l'échelle du département qui a perdu pendant cette période 61 % de ses exploitations,. La surface agricole utilisée sur la commune a quant à elle augmenté, passant de 848 ha en 1988 à 1 086 ha en 2020. Parallèlement la surface agricole utilisée moyenne par exploitation a augmenté, passant de 11 à 32 ha.

## Culture locale et patrimoine

### Édifices civils

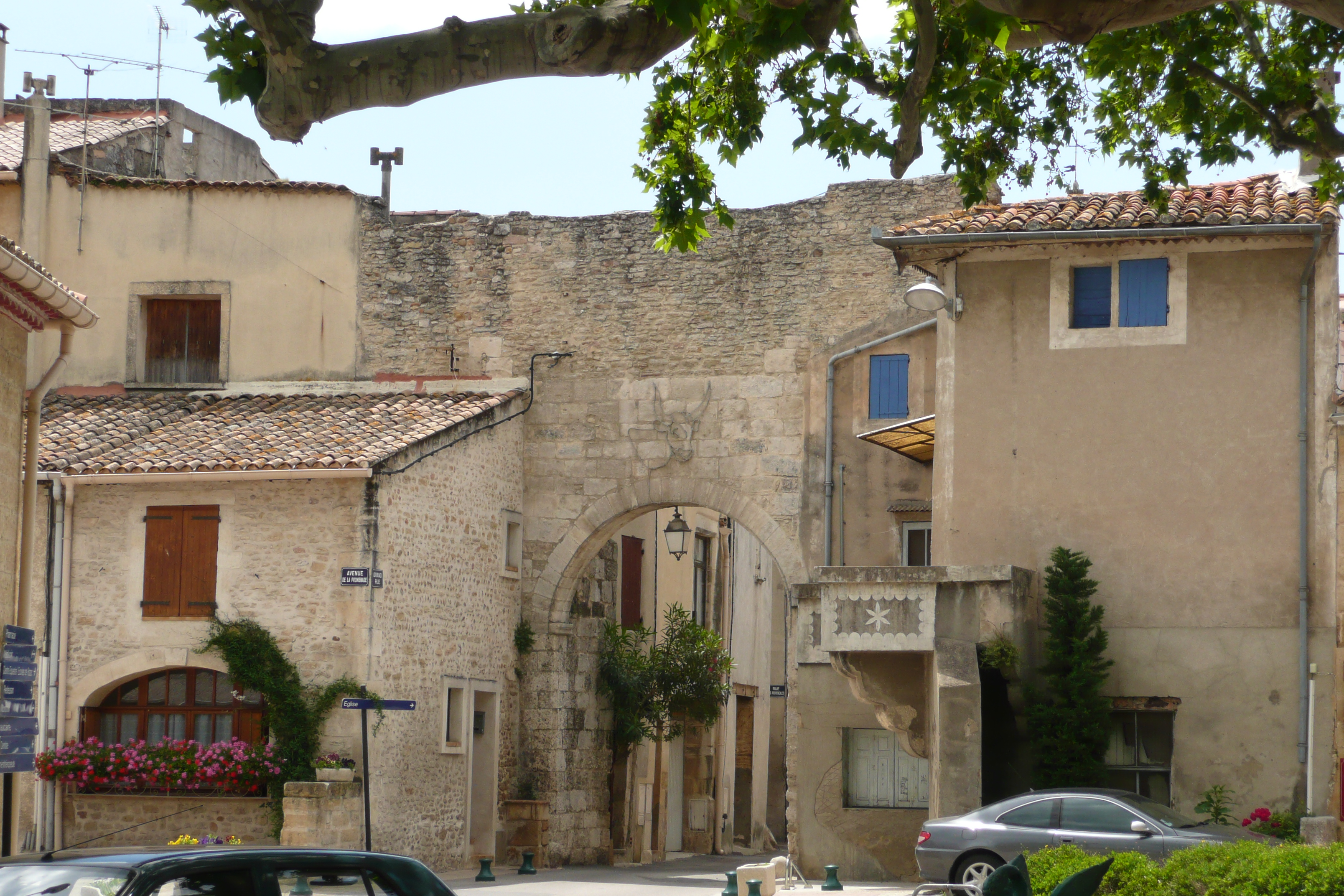
Porte

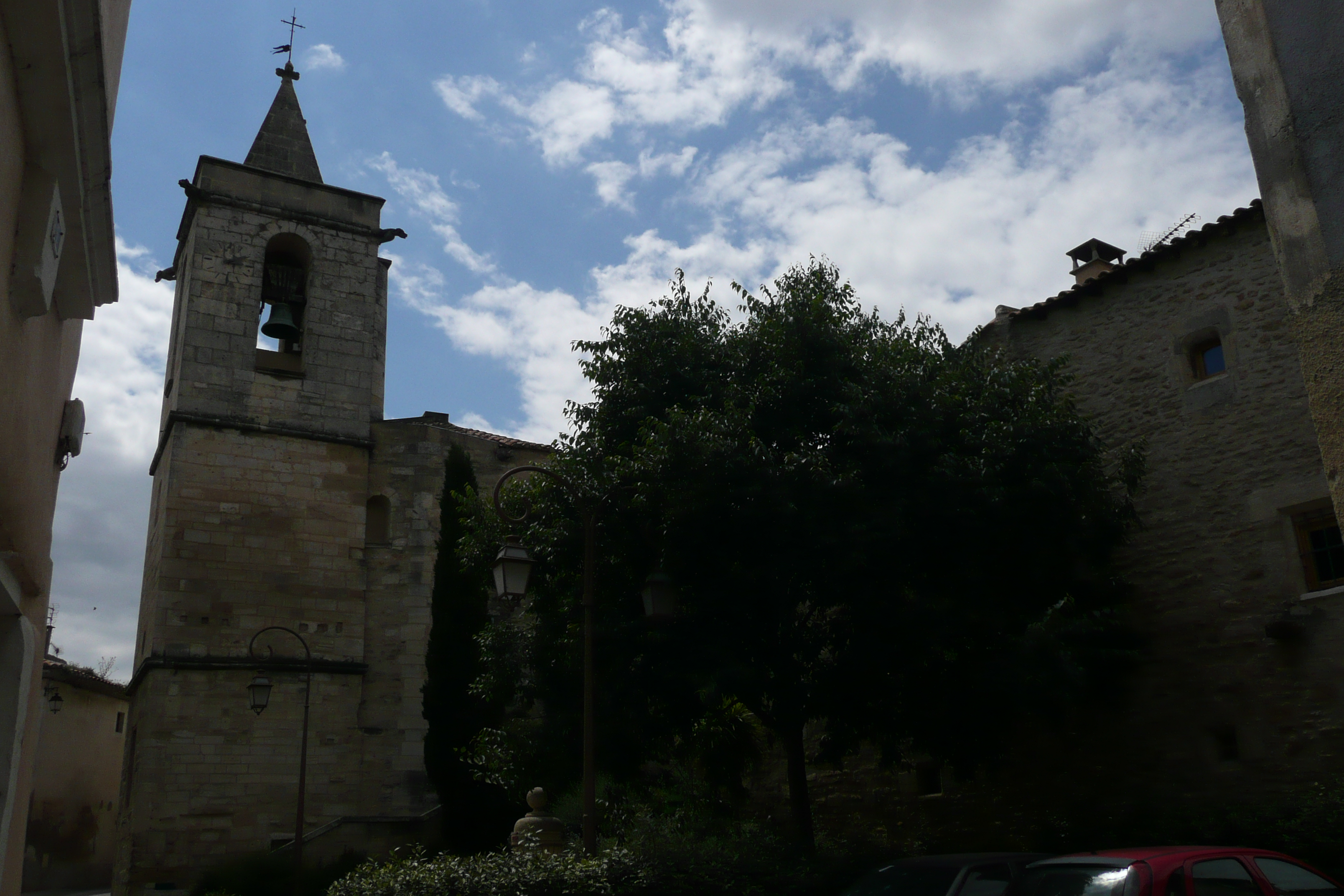
Église Saint-Barthélemy de Meynes

Cippe funéraire d'époque romaine  Classé MH (1955)

### Édifices religieux
- Église Saint-Barthélemy de Meynes.

### Personnalités liées à la commune
- Victor-Constantin Delaigue (1878-1968), sculpteur, y est mort.
- Le peintre Lucien Coutaud, né le 13 décembre 1904, à Meynes, repose depuis sa mort, survenue à Paris, le 21 juin 1977, dans le cimetière de sa ville natale.

## Héraldique
| Blason de Meynes | Blason  | D'argent, à une bande fuselée d'argent et de gueules. |
| Blason de Meynes | Détails | Le statut officiel du blason reste à déterminer.      |